# Iosefo Verevou
Iosefo Gerrard Verefou (5 de janeiro de 1996) é um futebolista fijiano que atua como atacante, atualmente defende o Rewa FC.

## Carreira
Iosefo Verevou ele fez parte do elenco da Seleção Fijiana de Futebol nas Olimpíadas de 2016.